# 欧米·卡斯比
欧米·摩西·卡斯比（希伯来语：‎，1988年6月22日—）是前以色列職業籃球員。場上位置為小前鋒，但他可以在大前鋒位置上也發揮。
他在2009年NBA選秀以第1輪第23順位被沙加緬度國王選中，使他成為第一次在選秀大會中第一輪被選中的以色列球員。隨著2009年他在國王隊出賽，卡斯比成為第一個參加NBA比賽的以色列人。在2011年6月被交易到克里夫蘭騎士，在2013年7月他與休士頓火箭簽約。2014年7月卡斯比被交易到紐奧良鵜鶘作為一個三隊交易的一部分，但後來裁掉。然後在2014-15賽季時回到了沙加緬度國王。2017年2月，他與德馬庫斯·考辛斯一起被交易到紐奧良鵜鶘，並在休賽期與金州勇士簽約。在4月受傷後被裁掉，他於2018年7月與孟菲斯灰熊簽約。

## 職業生涯

### 以色列聯賽 (2006-2009)
卡斯比在以色列球會特拉維夫馬卡比出道，隨隊贏得多項榮譽。

### 薩克拉門托國王 (2009-2011)
卡斯比在2009年NBA選秀大會被選中，成為史上第一位被選中的以色列球員，隨即與沙加緬度國王簽下三年合同。

### 克里夫蘭騎士 (2011-2013)
2011年6月30日，卡斯比被沙加緬度國王交易到克里夫蘭騎士，換來J·J·希克森。

### 休士頓火箭 (2013-2014)
2013年7月16日，卡斯比與火箭簽下兩年合同。

### 沙加緬度國王 (2014-2017)
卡斯比於新球季被交易回國王。2015年12月28日，卡斯比本場表現亮眼，全場投進9記3分球，追平國王隊史迈克·毕比的記錄，並拿下生涯新高36分。

### 紐奧良鵜鶘 (2017-2017)
2017年2月20日，卡斯比與德马库斯·考辛斯被交易至鵜鶘隊，僅打了一場比賽就受傷退場。

### 金州勇士 (2017-2018)
2017年7月13日，勇士隊簽下卡斯比。
2018年4月8日，卡斯比因受傷而無法參與季後賽，而替補後衛奎恩·庫克在主將斯蒂芬·科里缺席期間表現出色， 勇士隊決定裁掉卡斯比，為奎恩·庫克騰出季後賽上場的名額。

### 曼菲斯灰熊 (2018-2019)
2018年7月11日，卡斯比與灰熊隊簽約，2019年2月7日因傷被裁。

### 退役
2021年7月17日，卡斯比宣布退休，結束17年職業生涯。

## 外部連結
- 欧米·卡斯比在fiba.basketball（英语）
- 欧米·卡斯比在archive.fiba.com（archived）（英语）
- 欧米·卡斯比在NBA（英语）
- 欧米·卡斯比在歐洲籃球聯賽（英语）
- 欧米·卡斯比在Basketball-Reference.com（NBA）（英语）
- 欧米·卡斯比在Basketball-Reference.com（國際）（英语）
- 欧米·卡斯比在ESPN（NBA）（英语）
- 欧米·卡斯比在Eurobasket.com（球員）（英语）
- 欧米·卡斯比在RealGM（英语）
- 欧米·卡斯比在Proballers（英语）